# 波斯尼科夫塔
在代数拓扑和同伦论中，波斯尼科夫塔（或称：波斯尼科夫系统）是关于CW复形在同伦意义下进行分解的一种方法。形象地说，给定一个连通的CW复形{\displaystyle \;X\;}，{\displaystyle \;X\;}可以分解成一系列CW复形的逼近，使得每一个复形都是它前面一个复形和一个Eilenberg-McLane空间(Eilenberg-McLance space)的纤维丛乘积。
具体地说，我们有如下定理：
定理: 任给一个连通的CW复形{\displaystyle \;X\;}，记其{\displaystyle \;q\;}阶同伦群为{\displaystyle \;\pi _{q}\;}。对于每一个自然数{\displaystyle \;n\;}，存在一组的纤维丛{\displaystyle \;Y_{q}\to Y_{q-1},1<q\leq n\;}，其纤维(fiber)为{\displaystyle \;K(\pi _{q},q)\;}，和CW映射{\displaystyle \;X\to Y_{q}\;}，使得
1. 如下图表可交换：
2. {\displaystyle \;X\to Y_{q}\;}诱导了阶数小于等于{\displaystyle \;q\;}的同伦群的同构。

在上面的定理中，{\displaystyle \;K(\pi _{q},q)\;}为Eilenber-McLance空间，即{\displaystyle \;q\;}同伦群为{\displaystyle \;\pi _{q}\;}，其余为0的CW复形。我们称上面的纤维丛序列为Postnikov塔，并且有

## 构造
上述定理的证明过程实际上就是波斯尼科夫塔的构造过程。我们从构造{\displaystyle \;Y_{n}\;}开始：实际上，对于{\displaystyle \;X\;}，我们不停地往其上贴维数大于{\displaystyle \;n\;}的胞腔使得{\displaystyle \;X\;}的大于{\displaystyle \;n\;}阶的同伦群都变得平凡，记之为{\displaystyle \;Y_{n}\;}，则我们有
按照同样的方法，我们可以构造{\displaystyle \;Y_{n-1},\cdots ,Y_{1}\;}，并且有
代数拓扑里面的一个定理说，每一个包含映射实际上都可以看成一个纤维丛，那么把上面这一串包含映射转换成纤维丛的语言，就得到Postnikov塔，并且可以证明每个纤维都是一个Eilenberg-McLane空间{\displaystyle \;K(\pi _{q},q)\;}。

## 应用
如前所述，波斯尼科夫塔给出了CW复形的一种同伦意义下的分解。原则上，根据同伦正合列(homotopy exact sequence)或者塞尔谱序列我们可以根据一个CW复形的波斯尼科夫塔计算出该复形的同伦群和同调群。
虽然如此，波斯尼科夫塔的应用要等到 D. Quillen，陈国才(K.-T. Chen)特别是 D. Sullivan的有理同伦论发展以后才能够得到更加精妙的应用。
自1980年代以来，物理特别是量子场论的思想非常深刻地影响了数学的发展。物理学家所用的一些工具，以及思考问题的方法在同伦论中也有所反映。波斯尼科夫塔，有理同伦论，还有前后出现的Stasheff的同伦结合性(homotopy associativity)以及J. P. May等人提出的Operad概念，等等，经过量子场论的重新考察，已经非常紧密地联系起来，成为代数拓扑里面一个非常活跃的研究领域。

## 资料
关于一般的代数拓扑的书，可以参考
- R. Bott and L. Tu, Differential forms in algebraic topology. Graduate Texts in Mathematics, 82. Springer-Verlag, New York-Berlin, 1982. 此书在中国大陆有影印本，由世界图书出版公司发行。

关于有理同伦论，特别是Sullivan的思想以及跟Postnikov塔的关系，可以参考
- P. Griffiths and J. Morgan, Rational homotopy theory and differential forms. Progress in Mathematics, 16. Birkhäuser, Boston, Mass., 1981.

关于代数拓扑跟量子场论的密切关系，可以参考M. Atiyah, G. Segal以及Kontsevich等人的论文。